# Fontana delle Tartarughe
A Fontana delle Tartarughe Róma egyik szökőkútja, amely nevét (az olasz tartaruga szó jelentése: teknős) a felső medencéjén egyensúlyozó bronzteknősökről kapta.

## Története
A szökőkút a történelmi belvárosban, egy kicsi téren, a Piazza Mattein áll. A tér a befolyásos Mattei családról kapta a nevét, amely az ott álló palotákat birtokolta. A szökőkutat – csakúgy, mint a Trevi-kutat – az Aqua Virgo vízvezeték táplálja, amely Augustus császár kora óta működik.
A szökőkutat a szomszédos Piazza Giudea térre tervezték, ahol piac működött, de Muzion Mattei ragaszkodott ahhoz, hogy az ő palotái elé kerüljön. Cserébe vállalta, hogy a teret kikövezteti, és gondoskodik a forrás tisztán tartásáról. A kutat 1581 és 1584 között Giacomo Della Porta tervezte, aki a Piazza Navona két sarkán álló szökőkutakat is készítette. A szökőkutat Taddeo Landini építette fel.
A megvalósítás során a tervek több változtatáson mentek át. A díszítést – négy fiúalak és nyolc delfinfigura – eredetileg márványból faragták volna, végül azonban bronzból öntötték. A delfinek közül négy a Fontana delle Tartarughe tányérjára került volna, de végül a Piazza della Chiesa Nuován álló kútra kerültek, mert a nyomás nem volt elég ahhoz, hogy a víz látványosan törjön elő belőlük.
A szökőkút ma egy négyszögletes márványmedencében áll. Alapját márványkagylók és a lábukat a delfineken nyugtató fiúalakok díszítik. A felső medence oldalán kerubfejek, peremén pedig bronzteknősök vannak, amelyek mintha inni sietnének. Ez utóbbiak a VII. Sándor pápa által elrendelt 1658-as felújítás során kerültek a kútra. A teknősöket valószínűleg Giovanni Lorenzo Bernini készítette. A bronzhüllők a hiányzó négy delfint pótolják, célt adva a fiúalakok felemelt kezének. A teknősök másolatok, az eredeti négyből három a Capitolium Múzeumban van, mivel 1979-ben a negyediket ellopták.

## Érdekesség
A legenda szerint Duca Mattei, a fiatal arisztokrata eljátszotta a vagyonát, és emiatt leendő feleségének apja úgy döntött, felbontja az eljegyzést. A gróf, hogy elkápráztassa reménybeli apósát, egyetlen éjszaka alatt felépíttette a szökőkutat, amelyet palotája egyik ablakából mutatott meg kedvesének és annak apjának. Az após úgy döntött, hogy ha a gróf ilyen csodára képes, akkor a lányát is boldoggá tudja majd tenni. Ezt követően befalaztatta az ablakot, hogy többször senki ne élvezhesse a csodálatos látványt. Mivel a palota homlokzatán valóban van egy befalazott ablak, valószínűleg az is kapcsolatban van a legenda eredetével.
A történet valóban csak legenda, mivel a palota nagyjából harminc évvel később épült, mint a Fontana delle Tartarughe.  Az épületben ma egy amerikai oktatási központ működik, udvara szabadon látogatható.